# 秦岭羚牛
秦岭羚牛（学名Budorcas taxicolor bedfordi），是羚牛的一个亚种。

## 主要特征
体型较大，除了鼻部和四肢为深棕或黑色，其余地方都为白色略带黄色，老年则颜色变深，呈金黄色，无脊纹。幼体则颜色更深，一般为灰棕或棕褐色。

## 分布
分布于陕西秦岭山脉寒带山林。